# Solidaires (IMOCA)
Solidaires est un voilier monocoque de course au large de classe IMOCA mis à l'eau le 13 mars 1999, conçu par le cabinet d'architectes Joubert-Nivelt et construit par Thierry Dubois et son équipe.

## Historique
Thierry Dubois renonce à participer à la Transat Jacques-Vabre 1999 pour cause de désaccord avec le classement de cette course en catégorie 1, c'est-à-dire que des bateaux peuvent y participer sans être dans une configuration tour du monde, au point de vue sécurité.
Pour sa première compétition, Thierry Dubois l'engage dans la Transat anglaise 2000 qu'il termine quatrième en classe IMOCA (9e au classement général) avec un retard de 16 h sur la vainqueure Ellen MacArthur. Ce résultat le qualifie pour le prochain Vendée Globe.
Le 9 novembre 2000, après un report de 4 jours dû au mauvais temps, il s'élance des Sables-d'Olonne avec 23 autres concurrents pour cette quatrième édition. Mais le 26 décembre, à cause de problèmes électroniques, il abandonne. Il se rend à Bluff (Nouvelle Zélande) pour réparer. Il repart hors course pour finir son tour du monde.
Le 29 juin 2002, en participant à la Semaine de Kiel, il démâte lors d'une collision avec un vieux gréement. Solidaires est présent à cette manifestation pour la promotion du projet "Droits de l'Homme Autour du Monde". De ce fait, pour pouvoir participer à Around Alone 2002, le bateau est acheminé aux États-Unis par cargo avec son nouveau mat. Il prend part à Around Alone et termine second.
En 2004, il est baptisé par Faustine Merret, médaille d'or aux JO d'Athènes en planche à voile VM Matériaux en vue du Vendée Globe 2004-2005 son skipper est Patrice Carpentier qui abandonne officiellement le 2 janvier  bôme cassée pour la seconde fois. Il fait route vers la Nouvelle Zélande où il arrive le 8 janvier à Christchurch, après réparations, il repart pour finir son tour du Monde, hors course. Il arrive le 11 mars aux Sables-d'Olonne.
En 2006, le bateau est vendu à Rich Wilson. La traversée La Trinité-sur-Mer-Portland est faite en solitaire et sert de qualification pour le Vendée Globe 2008. Rich Wilson le renomme Great America III. En 2007, il participe à la Transat Jacques-Vabre qu'il termine seizième. Au retour, il participe à la Transat Ecover BtoB entre Salvador de Bahia et Port-la-Forêt. Il termine à la onzième place.
En 2008, il participe au Vendée Globe qu'il termine à la neuvième place (sur 30 concurrents au départ) en 121 j 00 h 40 min à 37 j du vainqueur Michel Desjoyeaux.
Le 26 mars 2010 il est vendu à Derek Hatfield, qui le renomme Spirit of Canada puis Active House. Il s'engage sur la Velux 5 Oceans en 2010, qu'il achève à la 3ème place.
Vendu en 2015 à un propriétaire norvégien, il porte successivement les noms de Galactic Viking et Atlantic Viking et est reconfiguré comme bateau "charter". De 2017 à 2019, il est engagé sur quelques courses en Norvège et en Suède avec Bjørn William Lindgren comme skipper.
Vendu en janvier 2023 à Curt Morlock, il prend le nom de 6 Lazy K dans le but de participer au Global Solo Challenge 2023, sans succès,,.

## Palmarès

### Solidaires
- 2000 :
  - 4e de la Transat anglaise en classe IMOCA barré par Thierry Dubois
  - Abandon dans le Vendée Globe barré par Thierry Dubois

- 2001 :
  - 4edu Grand Prix de Fécamp barré par Thierry Dubois
  - 6e du Grand Prix de Quiberon barré par Thierry Dubois
  - 3e de la  Fastnet Race barré par Thierry Dubois

- 2002 :
  - 2e d'Around Alone 2002 barré par Thierry Dubois

### VM Matériaux
- 2004 :
  - Abandon dans le Vendée Globe barré par Patrice Carpentier

### Great America III
- 2007 :
  - 16e de la Transat Jacques-Vabre barré par Rich Wilson en double avec Mike Birch
  - 11e de la Transat Ecover BtoB barré par Rich Wilson

- 2008-2009 :
  - 9e du Vendée Globe barré par Rich Wilson

### Active House
- 2010-2011
  - 3e de la Velux 5 Oceans barré par Derek Hatfield